# Mistyka kartuzjańska
Mistyka kartuzjańska – mistyka chrześcijańska; określenie obejmujące powstałe w zakonie kartuzów i w nim przekazywane pisane świadectwa o mistycznych doświadczeniach oraz przyczynki do teorii mistyki.

## Cechy charakterystyczne i przedstawiciele
Największym ideałem kartuskim jest zjednoczenie duszy z Bogiem w miłości. Najważniejszym bowiem obowiązkiem kartuzów jest – oddać się poszukiwaniu i posiadaniu Boga w swojej duszy (w człowieku wewnętrznym), aby osiągnąć doskonałość miłości – cel ich profesji, jak zresztą każdego życia monastycznego. Do zjednoczenia z Bogiem służą przede wszystkim modlitwa, rozmyślanie, asceza, ubóstwo, samotność, milczenie, czuwanie nocne, a także post. Dzięki temu zakonnik może w sposób pełny i całkowity otworzyć się na obecność Boga. Kartuzjańską szkołę duchowości charakteryzuje: roztropna dyskrecja, radość i prostota, ustawiczna uwaga oraz tkliwa miłość do Jezusa Chrystusa i Maryi.
Zakon kartuzów nie rozwinął właściwej teologii mistyki. Powodów należy upatrywać w braku programów studiów, a także powściągliwości wobec działalności naukowej. Mimo tego, autorzy mistyczni pochodzący z tego zakonu wnieśli swój ogromny wkład w rozwój tradycji mistycznej opartej na trzech płaszczyznach.
- Pierwsza płaszczyzna charakteryzuje się duchowością skupiającą się na życiu Jezusa Chrystusa. W głównej mierze odnosiło się to do codziennego rozpamiętywania ziemskiego życia Jezusa. Z tego względu mistyka kartuzjańska należy do głównych źródeł devotio moderna.
- W drugiej płaszczyźnie, autorzy kartuzjańscy podjęli kwestię, w istniejącej już dyskusji o stosunku między afektywną a intelektualną teologią mistyki[4]. Pierwsze stanowisko, skrajnie antyintelektualistyczne, którego reprezentantami byli Hugon z Balmy i Wincenty z Aggsbach, traktowało o możliwości zjednoczenia mistycznego z Bogiem bez uprzedniego lub towarzyszącego poznania rozumowego. Drugie stanowisko natomiast korygowało pierwsze. Do jego przedstawicieli należeli m.in. Guigo de Ponte, Dionizy z Rijkel i Mikołaj Kempf.
- Trzecia płaszczyzna dotyczy celu i istoty kontemplacyjnego programu życia.

Do autorów mistyki kartuzjańskiej, prócz wymienionych wcześniej należą: Guigo I, Guigo II, Adam z Dryburghy, Jakub z Jüterborgu, Jan Justus Lanspergius, Innocenty Le Masson, François de Sales Pollien, Augustyn Guillerand, Jan Chrzciciel Porion. Wśród niewielu znanych mistyczek żeńskiej gałęzi zakonu jako autorka wyróżnia się najbardziej Małgorzata z Oingt.

## Dzieła literatury mistycznej
Kartuzi odegrali wielką rolę w przekazie dzieł literatury autorów mistycznych. Odbywało się to szczególnie w okresie średniowiecza i wczesnej nowożytności. Istnieją teksty poświadczające, że najczęstszym zajęciem zakonników było kopiowanie rękopisów. Udało im się również zgromadzić zasobną bibliotekę. Liczne kodeksy, zawierające dzieła mistyki flamandzkiej i nadreńskiej pochodzą właśnie z klasztorów kartuzów. W XVI wieku klasztor kartuzów w Kolonii, kierowany przez przeora Piotra Blomevennę (1507-1536) i Gerharda Kalckbrennera (1536-1566), był ważnym ośrodkiem działalności wydawniczej: Laurencjusz Surius (1522-1578) przyczynił się do przekładu i wydania Perły ewangelicznej oraz dzieł takich autorów, jak Tauler, Suzo i Ruysbroek; Dietrich Loer ze Stratum (zm. 1554 r.) wydał dzieła Gertrudy Wielkiej i Dionizego z Rijkel.